# It's Only Me
It's Only Me treći je studijski album američkoga repera Lil Babyja. Objavile su ga 14. listopada 2022. glazbene kuće Quality Control Musics, Motown, Wolfpack i 4 Pockets Full (skraćeno 4PF). Na albumu gostuju reperi: Nardo Wick, Young Thug, Fridayy, Future, Rylo Rodriguez, Jeremih, EST Gee i Pooh Shiesty. Sadrži dva singla: "In a Minute" i "Heyy".